# 24 Hores de Le Mans
|  | Aquest article tracta sobre una cursa d'automobilisme. Si cerqueu la cursa motociclista, vegeu «24 Hores de Le Mans (motociclisme)». |

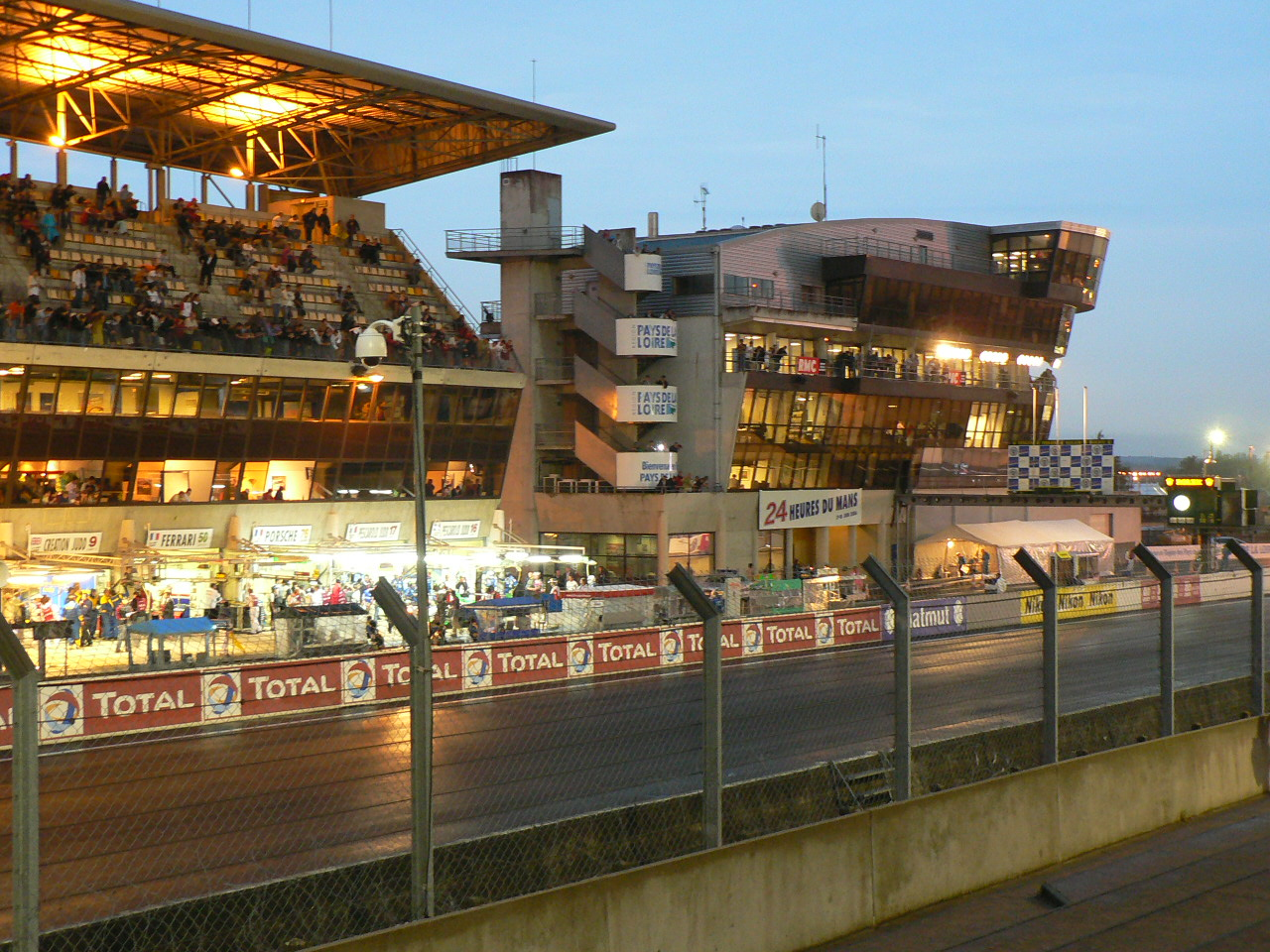
Els boxes de Le Mans a l'alba, durant l'edició de 2006

Les 24 Hores de Le Mans (en francès, 24 Heures du Mans) són una famosa carrera de resistència de cotxes esportius que es disputa anualment des de 1923 al Circuit de la Sarthe, prop de Le Mans, França. És organitzada per l'Automobile Club de l'Ouest, puntua per al Campionat del Món de resistència i serveix per a provar no només la rapidesa d'un pilot i del seu cotxe sinó també la seva capacitat per aguantar durant 24 hores.

## Guanyadors

### Absolut

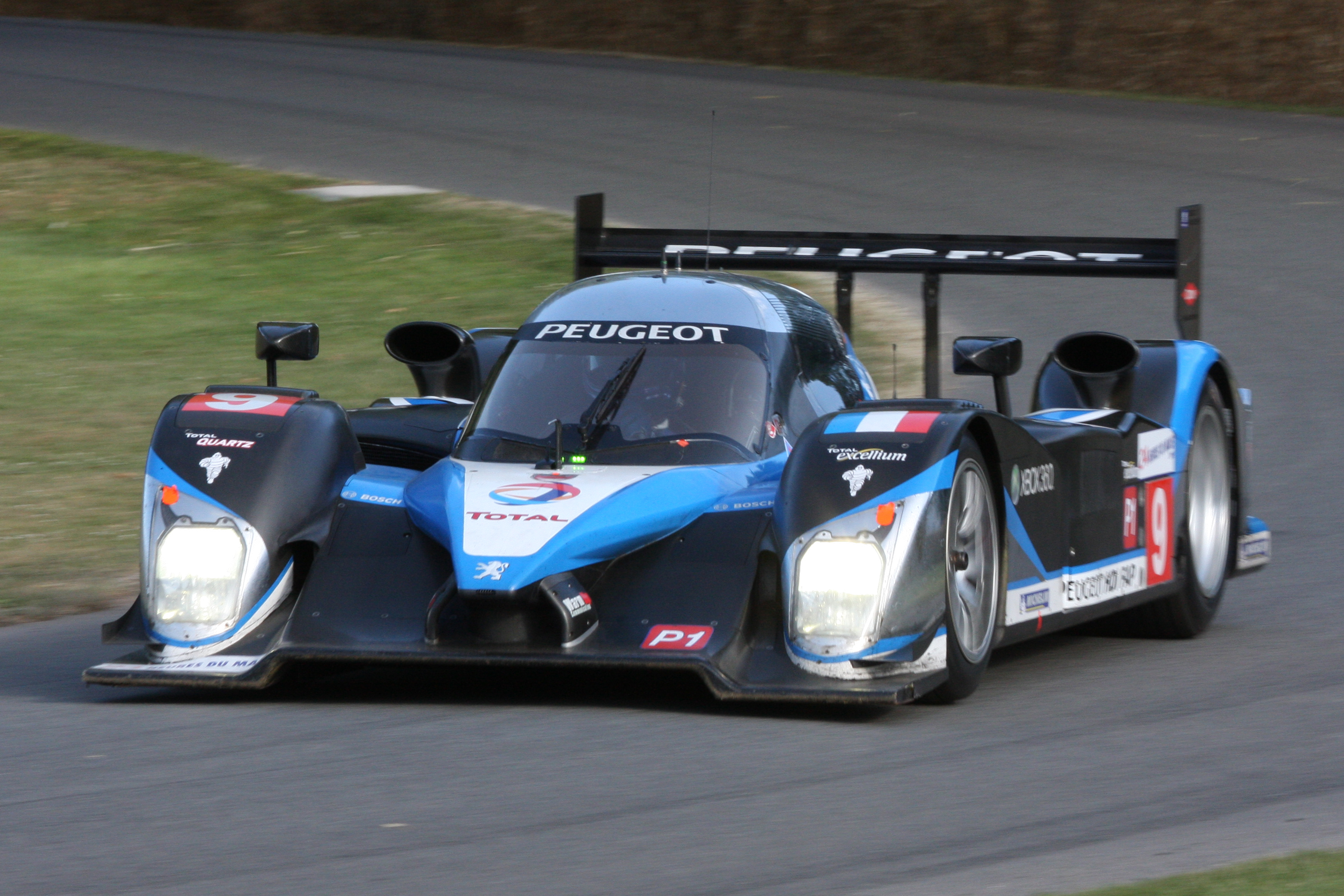
El Peugeot 908 HDI FAP de Marc Gené, David Brabham i Alex Wurz durant l'edició de 2009, camí de la victòria

| Any                                                       | Pilots                                                      | Pilots                                                      | Pilots                                                      | Cotxe                                                       |
| --------------------------------------------------------- | ----------------------------------------------------------- | ----------------------------------------------------------- | ----------------------------------------------------------- | ----------------------------------------------------------- |
| 1923                                                      | André Lagache                                               | René Leonard                                                | René Leonard                                                | Chenard-Walcker                                             |
| 1924                                                      | John Duff                                                   | Frank Clement                                               | Frank Clement                                               | Bentley 3 Litros                                            |
| 1925                                                      | Gérard de Courcelles                                        | André Rossignol                                             | André Rossignol                                             | Lorraine-Dietrich                                           |
| 1926                                                      | Robert Bloch                                                | André Rossignol                                             | André Rossignol                                             | Lorraine-Dietrich                                           |
| 1927                                                      | John Benjafield                                             | Sammy Davis                                                 | Sammy Davis                                                 | Bentley 3 Litros                                            |
| 1928                                                      | Woolf Barnato                                               | Bernard Rubin                                               | Bernard Rubin                                               | Bentley 4.4                                                 |
| 1929                                                      | Woolf Barnato                                               | Tim Birkin                                                  | Tim Birkin                                                  | Bentley 6.5 Litros                                          |
| 1930                                                      | Woolf Barnato                                               | Glen Kidston                                                | Glen Kidston                                                | Bentley 6.5 Litros                                          |
| 1931                                                      | Earl Howe                                                   | Tim Birkin                                                  | Tim Birkin                                                  | Alfa Romeo 8C                                               |
| 1932                                                      | Raymond Sommer                                              | Luigi Chinetti                                              | Luigi Chinetti                                              | Alfa Romeo 8C                                               |
| 1933                                                      | Raymond Sommer                                              | Tazio Nuvolari                                              | Tazio Nuvolari                                              | Alfa Romeo 8C                                               |
| 1934                                                      | Luigi Chinetti                                              | Philippe Étancelin                                          | Philippe Étancelin                                          | Alfa Romeo 8C                                               |
| 1935                                                      | John Hindmarsh                                              | Luis Fontes                                                 | Luis Fontes                                                 | Lagonda M45R                                                |
| 1936                                                      | Anul·lada a causa de vagues en la indústria automobilística | Anul·lada a causa de vagues en la indústria automobilística | Anul·lada a causa de vagues en la indústria automobilística | Anul·lada a causa de vagues en la indústria automobilística |
| 1937                                                      | Jean-Pierre Wimille                                         | Robert Benoist                                              | Robert Benoist                                              | Bugatti 57C                                                 |
| 1938                                                      | Eugène Chaboud                                              | Jean Tremoulet                                              | Jean Tremoulet                                              | Delahaye 135M                                               |
| 1939                                                      | Jean-Pierre Wimille                                         | Pierre Veyron                                               | Pierre Veyron                                               | Bugatti 57C                                                 |
| 1940-1948: Anul·lades a causa de la Segona Guerra Mundial |                                                             |                                                             |                                                             |                                                             |
| 1949                                                      | Luigi Chinetti                                              | Lord Seldson                                                | Lord Seldson                                                | Ferrari 166M                                                |
| 1950                                                      | Louis Rosier                                                | Jean-Louis Rosier                                           | Jean-Louis Rosier                                           | Talbot-Lago                                                 |
| 1951                                                      | Peter Walker                                                | Peter Whitehead                                             | Peter Whitehead                                             | Jaguar XK120C                                               |
| 1952                                                      | Hermann Lang                                                | Fritz Reiss                                                 | Fritz Reiss                                                 | Mercedes-Benz 300 SL                                        |
| 1953                                                      | Tony Rolt                                                   | Duncan Hamilton                                             | Duncan Hamilton                                             | Jaguar C-Type                                               |
| 1954                                                      | José Froilán González                                       | Maurice Trintignant                                         | Maurice Trintignant                                         | Ferrari 375                                                 |
| 1955                                                      | Mike Hawthorn                                               | Ivor Bueb                                                   | Ivor Bueb                                                   | Jaguar D-Type                                               |
| 1956                                                      | Ron Flockhart                                               | Ninian Sanderson                                            | Ninian Sanderson                                            | Jaguar D-Type                                               |
| 1957                                                      | Ron Flockhart                                               | Ivor Bueb                                                   | Ivor Bueb                                                   | Jaguar D-Type                                               |
| 1958                                                      | Olivier Gendebien                                           | Phil Hill                                                   | Phil Hill                                                   | Ferrari 250TR                                               |
| 1959                                                      | Carroll Shelby                                              | Roy Salvadori                                               | Roy Salvadori                                               | Aston Martin DBR1                                           |
| 1960                                                      | Olivier Gendebien                                           | Paul Frère                                                  | Paul Frère                                                  | Ferrari TR60                                                |
| 1961                                                      | Olivier Gendebien                                           | Phil Hill                                                   | Phil Hill                                                   | Ferrari TR61                                                |
| 1962                                                      | Olivier Gendebien                                           | Phil Hill                                                   | Phil Hill                                                   | Ferrari 330TRI/LM                                           |
| 1963                                                      | Ludovico Scarfiotti                                         | Lorenzo Bandini                                             | Lorenzo Bandini                                             | Ferrari 250P                                                |
| 1964                                                      | Jean Guichet                                                | Nino Vaccarella                                             | Nino Vaccarella                                             | Ferrari 275P                                                |
| 1965                                                      | Jochen Rindt                                                | Masten Gregory                                              | Masten Gregory                                              | Ferrari 250LM                                               |
| 1966                                                      | Bruce McLaren                                               | Chris Amon                                                  | Chris Amon                                                  | Ford GT40 Mk.II                                             |
| 1967                                                      | Dan Gurney                                                  | A.J. Foyt                                                   | A.J. Foyt                                                   | Ford GT40 Mk. IV                                            |
| 1968                                                      | Pedro Rodríguez                                             | Lucien Bianchi                                              | Lucien Bianchi                                              | Ford GT40 Mk. I                                             |
| 1969                                                      | Jacky Ickx                                                  | Jackie Oliver                                               | Jackie Oliver                                               | Ford GT40 Mk. I                                             |
| 1970                                                      | Hans Herrmann                                               | Richard Attwood                                             | Richard Attwood                                             | Porsche 917K                                                |
| 1971                                                      | Helmut Marko                                                | Gijs van Lennep                                             | Gijs van Lennep                                             | Porsche 917K                                                |
| 1972                                                      | Henri Pescarolo                                             | Graham Hill                                                 | Graham Hill                                                 | Matra MS670                                                 |
| 1973                                                      | Henri Pescarolo                                             | Gérard Larrousse                                            | Gérard Larrousse                                            | Matra MS670B                                                |
| 1974                                                      | Henri Pescarolo                                             | Gérard Larrousse                                            | Gérard Larrousse                                            | Matra MS670B                                                |
| 1975                                                      | Jacky Ickx                                                  | Derek Bell                                                  | Derek Bell                                                  | Mirage GR8                                                  |
| 1976                                                      | Jacky Ickx                                                  | Gijs van Lennep                                             | Gijs van Lennep                                             | Porsche 936                                                 |
| 1977                                                      | Jacky Ickx                                                  | Hurley Haywood                                              | Jürgen Barth                                                | Porsche 936/77                                              |
| 1978                                                      | Jean-Pierre Jaussaud                                        | Didier Pironi                                               | Didier Pironi                                               | Alpine-Renault A442B                                        |
| 1979                                                      | Klaus Ludwig                                                | Bill Whittington                                            | Don Whittington                                             | Porsche 935 K3                                              |
| 1980                                                      | Jean Rondeau                                                | Jean-Pierre Jaussaud                                        | Jean-Pierre Jaussaud                                        | Rondeau M379B                                               |
| 1981                                                      | Jacky Ickx                                                  | Derek Bell                                                  | Derek Bell                                                  | Porsche 936/81                                              |
| 1982                                                      | Jacky Ickx                                                  | Derek Bell                                                  | Derek Bell                                                  | Porsche 956 L                                               |
| 1983                                                      | Vern Schuppan                                               | Al Holbert                                                  | Hurley Haywood                                              | Porsche 956 L                                               |
| 1984                                                      | Klaus Ludwig                                                | Henri Pescarolo                                             | Henri Pescarolo                                             | Porsche 956 L                                               |
| 1985                                                      | Klaus Ludwig                                                | Paolo Barilla                                               | John Winter                                                 | Porsche 956 L                                               |
| 1986                                                      | Derek Bell                                                  | Hans-Joachim Stuck                                          | Al Holbert                                                  | Porsche 962C                                                |
| 1987                                                      | Derek Bell                                                  | Hans-Joachim Stuck                                          | Al Holbert                                                  | Porsche 962C                                                |
| 1988                                                      | Jan Lammers                                                 | Johnny Dumfries                                             | Andy Wallace                                                | Jaguar XJR-9LM                                              |
| 1989                                                      | Jochen Mass                                                 | Manuel Reuter                                               | Stanley Dickens                                             | Sauber-Mercedes C9                                          |
| 1990                                                      | John Nielsen                                                | Price Cobb                                                  | Martin Brundle                                              | Jaguar XJR-12                                               |
| 1991                                                      | Volker Weidler                                              | Johnny Herbert                                              | Bertrand Gachot                                             | Mazda 787B                                                  |
| 1992                                                      | Derek Warwick                                               | Yannick Dalmas                                              | Mark Blundell                                               | Peugeot 905 Evo 1 bis                                       |
| 1993                                                      | Geoff Brabham                                               | Christophe Bouchut                                          | Éric Helary                                                 | Peugeot 905 Evo 1 bis                                       |
| 1994                                                      | Yannick Dalmas                                              | Hurley Haywood                                              | Mauro Baldi                                                 | Dauer Porsche 962LM                                         |
| 1995                                                      | Yannick Dalmas                                              | JJ Lehto                                                    | Masanori Sekiya                                             | McLaren F1-GTR                                              |
| 1996                                                      | Manuel Reuter                                               | Davy Jones                                                  | Alexander Wurz                                              | Porsche WSC-95                                              |
| 1997                                                      | Michele Alboreto                                            | Stefan Johansson                                            | Tom Kristensen                                              | Porsche WSC-95                                              |
| 1998                                                      | Laurent Aïello                                              | Allan McNish                                                | Stéphane Ortelli                                            | Porsche 911 GT1                                             |
| 1999                                                      | Pierluigi Martini                                           | Yannick Dalmas                                              | Joachim Winkelhock                                          | BMW V12 LMR                                                 |
| 2000                                                      | Frank Biela                                                 | Tom Kristensen                                              | Emanuele Pirro                                              | Audi R8 LMP                                                 |
| 2001                                                      | Frank Biela                                                 | Tom Kristensen                                              | Emanuele Pirro                                              | Audi R8 LMP                                                 |
| 2002                                                      | Frank Biela                                                 | Tom Kristensen                                              | Emanuele Pirro                                              | Audi R8 LMP                                                 |
| 2003                                                      | Tom Kristensen                                              | Rinaldo Capello                                             | Guy Smith                                                   | Bentley Speed 8                                             |
| 2004                                                      | Tom Kristensen                                              | Rinaldo Capello                                             | Seiji Ara                                                   | Audi R8 LMP                                                 |
| 2005                                                      | Tom Kristensen                                              | JJ Lehto                                                    | Marco Werner                                                | Audi R8 LMP                                                 |
| 2006                                                      | Frank Biela                                                 | Emanuele Pirro                                              | Marco Werner                                                | Audi R10 TDI                                                |
| 2007                                                      | Frank Biela                                                 | Emanuele Pirro                                              | Marco Werner                                                | Audi R10 TDI                                                |
| 2008                                                      | Tom Kristensen                                              | Allan McNish                                                | Rinaldo Capello                                             | Audi R10 TDI                                                |
| 2009                                                      | Marc Gené                                                   | David Brabham                                               | Alexander Wurz                                              | Peugeot 908 HDI FAP                                         |
| 2010                                                      | Mike Rockenfeller                                           | Timo Bernhard                                               | Romain Dumas                                                | Audi R15 TDI Plus                                           |
| 2011                                                      | Marcel Fässler                                              | André Lotterer                                              | Benoît Tréluyer                                             | Audi R18 TDI                                                |
| 2012                                                      | Marcel Fässler                                              | André Lotterer                                              | Benoît Tréluyer                                             | Audi R18 e-tron quattro                                     |
| 2013                                                      | Tom Kristensen                                              | Allan McNish                                                | Loïc Duval                                                  | Audi R18 e-tron quattro                                     |
| 2014                                                      | Marcel Fässler                                              | André Lotterer                                              | Benoît Tréluyer                                             | Audi R18 e-tron quattro                                     |
| 2015                                                      | Nico Hülkenberg                                             | Earl Bamber                                                 | Nick Tandy                                                  | Porsche 919 Hybrid                                          |
| 2016                                                      | Marc Lieb                                                   | Romain Dumas                                                | Neel Jani                                                   | Porsche 919 Hybrid                                          |
| 2017                                                      | Timo Bernhard                                               | Earl Bamber                                                 | Brendon Hartley                                             | Porsche 919 Hybrid                                          |
| 2018                                                      | Sebástien Buemi                                             | Fernando Alonso                                             | Kazuki Nakajima                                             | Toyota TS050 Hybrid                                         |
| 2019                                                      | Sebástien Buemi                                             | Fernando Alonso                                             | Kazuki Nakajima                                             | Toyota TS050 Hybrid                                         |
| 2020                                                      | Sebástien Buemi                                             | Kazuki Nakajima                                             | Brendon Hartley                                             | Toyota TS050 Hybrid                                         |
| 2021                                                      | Mike Conway                                                 | Kamui Kobayashi                                             | José María López                                            | Toyota GR010 Hybrid                                         |
| 2022                                                      | Sebástien Buemi                                             | Brendon Hartley                                             | Ryō Hirakawa                                                | Toyota GR010 Hybrid                                         |
| 2023                                                      | Alessandro Pier Guidi                                       | James Calado                                                | Antonio Giovinazzi                                          | Ferrari 499P                                                |
| 2024                                                      | Antonio Fuoco                                               | Nicklas Nielsen                                             | Miquel Molina                                               | Ferrari 499P                                                |
| 2025                                                      | Robert Kubica                                               | Ye Yifei                                                    | Phil Hanson                                                 | Ferrari 499P                                                |

### GTS (1999-2004) / GT1 (2005-2010)
| Any  | Pilots           | Pilots          | Pilots          | Cotxe                 |
| ---- | ---------------- | --------------- | --------------- | --------------------- |
| 1999 | Olivier Beretta  | Dominique Dupuy | Karl Wendlinger | Chrysler Viper        |
| 2000 | Olivier Beretta  | Dominique Dupuy | Karl Wendlinger | Chrysler Viper        |
| 2001 | Johnny O'Connell | Scott Pruett    | Ron Fellows     | Chevrolet Corvette    |
| 2002 | Johnny O'Connell | Oliver Gavin    | Ron Fellows     | Chevrolet Corvette    |
| 2003 | Jamie Davis      | Tomas Enge      | Peter Kox       | Ferrari 550 Maranello |
| 2004 | Olivier Beretta  | Oliver Gavin    | Jan Magnussen   | Chevrolet Corvette    |
| 2005 | Olivier Beretta  | Oliver Gavin    | Jan Magnussen   | Chevrolet Corvette    |
| 2006 | Olivier Beretta  | Oliver Gavin    | Jan Magnussen   | Chevrolet Corvette    |
| 2007 | Darren Turner    | Rickard Rydell  | David Brabham   | Aston Martin DB9      |
| 2008 | Darren Turner    | Antonio García  | David Brabham   | Aston Martin DB9      |
| 2009 | Johnny O'Connell | Antonio García  | Jan Magnussen   | Chevrolet Corvette    |
| 2010 | Roland Berville  | Julien Canal    | Gabriele Gardel | Saleen S7             |

### GT (1999-2004) / GT2 (2005-2010) / GTE (2011-actualitat)
A 22 d'agost de 2016
| Any  | Pilots           | Pilots               | Pilots             | Cotxe              |
| ---- | ---------------- | -------------------- | ------------------ | ------------------ |
| 1999 | Uwe Alzen        | Patrick Huisman      | Luca Riccitelli    | Porsche 911        |
| 2000 | Hideo Fukuyama   | Atsushi Yogou        | Bruno Lambert      | Porsche 911        |
| 2001 | Fabio Babini     | Luca Drudi           | Gabrio Rosa        | Porsche 911        |
| 2002 | Lucas Luhr       | Timo Bernhard        | Kevin Buckler      | Porsche 911        |
| 2003 | Lucas Luhr       | Sascha Maassen       | Emmanuel Collard   | Porsche 911        |
| 2004 | Patrick Long     | Sascha Maassen       | Jörg Bergmeister   | Porsche 911        |
| 2005 | Marc Lieb        | Mike Rockenfeller    | Leo Hindery        | Porsche 911        |
| 2006 | Tom Kimber-Smith | Richard Dean         | Lawrence Tomlinson | Panoz Esperante    |
| 2007 | Patrick Long     | Richard Lietz        | Raymond Narac      | Porsche 911        |
| 2008 | Gianmaria Bruni  | Jaime Melo Jr.       | Mika Salo          | Ferrari F430       |
| 2009 | Pierre Kaffer    | Jaime Melo Jr.       | Mika Salo          | Ferrari F430       |
| 2010 | Marc Lieb        | Richard Lietz        | Wolf Henzler       | Porsche 911        |
| 2011 | Olivier Beretta  | Antonio García       | Tommy Milner       | Chevrolet Corvette |
| 2012 | Gianmaria Bruni  | Giancarlo Fisichella | Toni Vilander      | Ferrari 458 Italia |
| 2013 | Marc Lieb        | Richard Lietz        | Romain Dumas       | Porsche 911        |
| 2014 | Gianmaria Bruni  | Giancarlo Fisichella | Toni Vilander      | Ferrari 458 Italia |
| 2015 | Oliver Gavin     | Jordan Taylor        | Tommy Milner       | Chevrolet Corvette |
| 2016 | Joey Hand        | Dirk Muller          | Sebastien Bourdais | Ford GT            |